# Бивио Поцо (Перуђа)
Бивио Поцо је насеље у Италији у округу Перуђа, региону Умбрија.
Према процени из 2011. у насељу је живело 19 становника. Насеље се налази на надморској висини од 353 м.